# The Woodstock Experience
The Woodstock Experience jsou alba, na kterých se podíleli Santana, Sly & the Family Stone, Jefferson Airplane, Janis Joplin a Johnny Winter. Nahrávky vznikly na festivalu Woodstock v srpnu 1969. Album vyšlo v roce 2009.

## Seznam skladeb
| Santana | Santana                             | Santana                    | Santana |
| Pořadí  | Název                               | Autor                      | Délka   |
| ------- | ----------------------------------- | -------------------------- | ------- |
| 1.      | Waiting                             | Santana                    | 4:49    |
| 2.      | Evil Ways                           | Sonny Henry, Jimmy Zack    | 4:00    |
| 3.      | You Just Don't Care                 | Santana                    | 4:46    |
| 4.      | Savor                               | Santana                    | 5:23    |
| 5.      | Jingo                               | Babatunde Olatunji         | 5:31    |
| 6.      | Persuasion                          | Santana                    | 2:52    |
| 7.      | Soul Sacrifice                      | Santana                    | 11:35   |
| 8.      | Fried Neckbones and Some Home Fries | Willie Bobo, Melvin Lastie | 6:41    |

| Janis Joplin | Janis Joplin                         | Janis Joplin                                | Janis Joplin |
| Pořadí       | Název                                | Autor                                       | Délka        |
| ------------ | ------------------------------------ | ------------------------------------------- | ------------ |
| 1.           | Raise Your Hand                      | Eddie Floyd, Steve Cropper, Alvertis Isbell | 5:31         |
| 2.           | As Good as You've Been to This World | Nick Gravenites                             | 6:25         |
| 3.           | To Love Somebody                     | Barry Gibb, Robin Gibb                      | 5:16         |
| 4.           | Summertime                           | George Gershwin                             | 5:05         |
| 5.           | Try (Just a Little Bit Harder)       | Jerry Ragovoy, Chip Taylor                  | 5:13         |
| 6.           | Kozmic Blues                         | Janis Joplin, Gabriel Mekler                | 4:56         |
| 7.           | Can't Turn You Loose                 | Otis Redding                                | 4:25         |
| 8.           | Work Me, Lord                        | Gravenites                                  | 8:42         |
| 9.           | Piece of My Heart                    | Ragovoy, Bert Berns                         | 4:57         |
| 10.          | Ball and Chain                       | Big Mama Thornton                           | 7:42         |

| Sly & the Family Stone | Sly & the Family Stone     | Sly & the Family Stone | Sly & the Family Stone |
| Pořadí                 | Název                      | Autor                  | Délka                  |
| ---------------------- | -------------------------- | ---------------------- | ---------------------- |
| 1.                     | M'Lady                     | Sylvester Stewart      | 7:46                   |
| 2.                     | Sing a Simple Song         | Stewart                | 5:13                   |
| 3.                     | You Can Make It If You Try | Stewart                | 5:36                   |
| 4.                     | Everyday People            | Stewart                | 3:15                   |
| 5.                     | Dance to the Music         | Stewart                | 4:28                   |
| 6.                     | Music Love“ / „Higher      | Stewart                | 7:50                   |
| 7.                     | I Want to Take You Higher  | Stewart                | 6:43                   |
| 8.                     | Love City                  | Stewart                | 6:04                   |
| 9.                     | Stand!                     | Stewart                | 3:20                   |

| Jefferson Airplane | Jefferson Airplane                   | Jefferson Airplane                            | Jefferson Airplane |
| Pořadí             | Název                                | Autor                                         | Délka              |
| ------------------ | ------------------------------------ | --------------------------------------------- | ------------------ |
| 1.                 | Introduction                         |                                               | 0:23               |
| 2.                 | The Other Side of This Life          | Fred Neil                                     | 8:17               |
| 3.                 | Somebody to Love                     | Darby Slick                                   | 4:31               |
| 4.                 | 3/5 of a Mile in 10 Seconds          | Marty Balin                                   | 5:30               |
| 5.                 | Won't You Try“ / „Saturday Afternoon | Paul Kantner                                  | 5:06               |
| 6.                 | Eskimo Blue Day                      | Grace Slick, Kantner                          | 6:55               |
| 7.                 | Plastic Fantastic Lover              | Balin                                         | 4:35               |
| 8.                 | Wooden Ships                         | David Crosby, Kantner, Stephen Stills         | 21:25              |
| 9.                 | Uncle Sam Blues                      | Traditional, arr. Jorma Kaukonen, Jack Casady | 6:12               |
| 10.                | Volunteers                           | Balin, Kantner                                | 3:16               |
| 11.                | The Ballad of You & Me & Pooneil     | Kantner                                       | 15:29              |
| 12.                | Come Back Baby                       | Traditional, arr. Kaukonen                    | 6:05               |
| 13.                | White Rabbit                         | G. Slick                                      | 2:27               |
| 14.                | The House at Pooneil Corners         | Balin, Kantner                                | 9:17               |

| Johnny Winter | Johnny Winter                     | Johnny Winter      | Johnny Winter |
| Pořadí        | Název                             | Autor              | Délka         |
| ------------- | --------------------------------- | ------------------ | ------------- |
| 1.            | Mama, Talk to Your Daughter       | J. B. Lenoir       | 5:05          |
| 2.            | Leland Mississippi Blues          | Johnny Winter      | 4:58          |
| 3.            | Mean Town Blues                   | Winter             | 10:54         |
| 4.            | You Done Lost Your Good Thing Now | B. B. King         | 14:45         |
| 5.            | I Can't Stand It                  | Bo Diddley         | 6:09          |
| 6.            | Tobacco Road                      | John D. Loudermilk | 10:40         |
| 7.            | Tell the Truth                    | Lowman Pauling     | 6:51          |
| 8.            | Johnny B. Goode                   | Chuck Berry        | 5:36          |

## Sestavy

### Santana
- Carlos Santana – kytara
- Gregg Rolie – klávesy, zpěv
- Dave Brown – baskytara
- Mike Carabello – perkuse
- José Chepitó Areas – perkuse
- Michael Shrieve – bicí

### Janis Joplin
- Janis Joplin – zpěv
- Kozmic Blues Band – doprovodná skupina

### Sly & the Family Stone
- Sly Stone – zpěv, klávesy
- Freddie Stone – kytara, zpěv
- Larry Graham – baskytara, zpěv
- Rose Stone – klávesy, zpěv
- Cynthia Robinson – trubka, zpěv
- Jerry Martini – saxofon
- Greg Errico – bicí

### Jefferson Airplane
- Marty Balin – perkuse, zpěv
- Grace Slick – zpěv
- Jorma Kaukonen – sólová kytara, zpěv
- Paul Kantner – rytmická kytara, zpěv
- Jack Casady – baskytara
- Spencer Dryden – bicí
- Nicky Hopkins – piáno

### Johnny Winter
- Johnny Winter – kytara, zpěv
- Tommy Shannon – baskytara
- Uncle John Turner – bicí
- Edgar Winter – klávesy, zpěv